# ئی‌ام‌سی ئی۴
ئی‌ام‌سی ئی۴ (انگلیسی: EMC E4) یک لوکوموتیو دیزلی ساخت شرکت الکترو-موتیو دیزل بوده است.
این لوکوموتیو که در سال ۱۹۳۸ تولید می‌شده دارای ۱۲ سیلندر و ۲۰۰۰ اسب بخار توان خروجی بوده است.